# Netelia celebensis
Netelia celebensis är en stekelart som först beskrevs av Szepligeti 1906.  Netelia celebensis ingår i släktet Netelia och familjen brokparasitsteklar. Inga underarter finns listade i Catalogue of Life.